# 無腹隆頭魚
無腹隆頭魚（學名：Conniella apterygia）為輻鰭魚綱鱸形目隆頭魚亞目隆頭魚科的其中一種，被IUCN列為易危保育類動物，分布於澳洲西北部海域，棲息深度30-40公尺，體長可達8公分，棲息在珊瑚生長的碎石礁坡海域，生活習性不明。